# اچ‌ام‌اس امیر (دی۱)
اچ‌ام‌اس امیر (دی۱) (به انگلیسی: HMS Ameer (D01)) یک کشتی بود که طول آن ۴۹۵ فوت ۷ اینچ (۱۵۱٫۰۵ متر) بود. این کشتی در سال ۱۹۴۲ ساخته شد.